# 马尔托雷尔
马尔托雷尔，是西班牙加泰罗尼亚巴塞罗那省的一个市镇。总面积13平方公里，总人口23023人（2001年），人口密度1771人/平方公里。